# Die Konkurrenz platzt!
Die Konkurrenz platzt! ist eine deutsche Stummfilmkomödie aus dem Jahre 1929 von Max Obal mit Harry Liedtke und Maria Corda in den Hauptrollen.

## Handlung
Die Geschichte spielt in der feinen Berliner Modewelt mit nicht immer ganz so feinem Konkurrenzgehabe. In Baden-Baden lernt der talentierte Modezeichner Bernd Jensen die blonde Marion Gutman kennen, ihres Zeichens Besitzerin eines feinen Modegeschäftes in der Hauptstadt. Um sich interessant zu machen, gibt er sich der eleganten Salonbesitzerin als ein ungarischer Graf namens Aranyi aus. Am Tag darauf reist Jensen nach Berlin weiter, wo er eine neue Stelle im Salon von Frau Gutman antreten möchte. Da er sie natürlich wiedererkennt und damit sein Lügengespinst auffliegen würde, entscheidet sich Bernd dafür, lieber doch nicht diese Stelle anzutreten und geht stattdessen zu dem vis-à-vis angesiedelten Konkurrenzunternehmen Lyon & Co. des betagten Paul Lyon.
Der alte Herr, ein giftiger Gnom, der in heftiger Konkurrenz zu Marions Geschäft steht und ihre Besitzerin auf den Tod nicht ausstehen kann, erkennt Bernds Talent und hofft mit dessen Entwürfen demnächst im Rahmen eines Modepreisausschreibens den ersten Preis einzuheimsen und damit Marion Gutmann endlich auszustechen. Da Jensen die schöne Frau Gutman aber einfach nicht aus dem Kopf bekommt und er ihr Herz gewinnen will, entwirft er klammheimlich für Marion höchstpersönlich ein todschickes Brautkleid. Ausgerechnet mit diesem Entwurf kann Marion Gutman den Wettbewerb für sich entscheiden. Jetzt ist auch Bernd Jensens Weg frei zu Marions Herz.

## Produktionsnotizen
Gedreht von September bis Oktober 1929 im Atelier von Berlin-Staaken, passierte Die Konkurrenz platzt! die Zensur am 13. November desselben Jahres und wurde ein Tag darauf in Berlins Primus-Palast uraufgeführt. Die Länge des für die Jugend freigestellten Achtakters betrug 2313 Meter.
Die künstlerische Oberleitung hatte Rudolf Walther-Fein, die Aufnahmeleitung Walter Tost.
Die Filmbauten gestalteten Botho Höfer und Hans Minzloff.

## Kritiken
Die Filmkritik konnte dieser Geschichte nicht allzu viel abgewinnen, lobte aber die gefällige Routiniertheit der daran Beteiligten. Nachfolgend drei Beispiele:
Georg F. Salmony schrieb in der B.Z. am Mittag: “Konfektionsfilm-Konfektion von Franz Rauch, doch zum Teil recht geschickt. Das Gleiche gilt von der Regie Max Obals, der die Flottheit seiner Einfälle durch ein Gesamttempo von umständlicher Feierlichkeit beeinträchtigt. Mängel die die durchschlagende, auch ehrlich verdiente Wirkung des unterhaltsamen Films nicht gefährden. Es mimt ja auch Liedtke, wieder oder noch im Fach der Unwiderstehlichen, und er ist so angenehm unaffektiert, so gutmütig überlegen, wie es der Nachwuchs heute noch nicht kann.”
Ernst Jäger befand im Film-Kurier:  “Der Autor: Franz Rauch. Er versteht sich darauf, immer ein Quentchen über die Nur-Routine hinaus, allen Erfordernissen der Aafa-Marke gerecht zu werden, behäbiger Spaß, immer ran an das Publikum, – aber dabei keine Vernachlässigung der Bildpointen. Daher für das Ganze die Zustimmung des Publikums. (…) Da gibt es humorvolles Hin und Her, Herüber- und Hinüber-Szenen, fast improvisierte Einfälle. Sie schaffen den großen Heiterkeitserfolg des Films. Die größten Lacher hat Ernst Verebes. Selten hat man im deutschen Lustspiel einen so vergnügten Spaßmacher gesehen ...”
Hanns Horkheimer vom Berliner Tageblatt meinte: “Maria Corda …, seltene Mischung aus Schelmerei und Grande Dame, aber es bleibt der Verdacht, daß eine elegante Toilettenfülle über eine gewisse Spiellehre hinwegtäuschte. Zwischen beiden steht Liedtke … von der sonst guten Photographie Guido Seebers nicht ganz glücklich bedacht, sich revanchierend durch liebenswürdige Ironie. (…) Die drei und das ausgezeichnet verknüpfte Manuskript Franz Rauchs bieten die Gelegenheit eines heiter bewegten Spiels, von leiser Ironie überglänzt.” Fazit: “Das Gefällige überwiegt.”